# Шаталин, Вадим Александрович
Вадим Александрович Шаталин (25 апреля 1970) — советский и российский футболист, полузащитник, футбольный тренер.

## Биография
Воспитанник клинского футбола. В 1988—1990 годах служил в армии. В 1991 году был в заявке клуба второй низшей лиги СССР «Атоммаш» (Волгодонск), но ни разу не вышел на поле. Дебютировал в профессиональном футболе в 1992 году в команде «Спутник» (Кимры), сыграв 12 матчей во второй лиге России.
В 1992—1994 годах выступал в высшей лиге Белоруссии за могилёвское «Торпедо», сыграл 47 матчей и забил 4 гола.
После возвращения в Россию выступал в любительских соревнованиях за ФК «Клин». В ходе сезона 1996 года перешёл в «Химки» и в том же сезоне стал чемпионом России среди любителей. Затем два сезона провёл в составе «Химок» в профессиональном футболе, в третьем и втором дивизионах. С 1999 года снова играл за «Клин», с 2006 года команда была объединена с московским «Титаном» и называлась «Титан» (Клин).
Затем — главный тренер «Титана». В 2014 году привёл команду к победе в зональном турнире ЛФЛ Московской области и к бронзовым медалям чемпионата России среди любителей.
Окончил РГУФКСМиТ (2001).